# Château de Montpensier (Vienne)
 (juin 2019).
Si vous disposez d'ouvrages ou d'articles de référence ou si vous connaissez des sites web de qualité traitant du thème abordé ici, merci de compléter l'article en donnant les références utiles à sa vérifiabilité et en les liant à la section « Notes et références ».
Pour les articles homonymes, voir Château de Montpensier.
Le château de Montpensier est un château médiéval situé dans l'actuelle commune de Vézières, dans le département de la Vienne (France). L'édifice, visible à distance car surgissant en rase campagne, se compose d'un corps principal flanqué de deux tours dont l'une comprend un majestueux escalier en vis et l'autre une imposante tour semi-circulaire aux allures de donjon.

## Histoire
En 1292, le château appartenait à Vincent de Monpancier, puis resta aux mains de sa famille jusqu'au XIVe siècle. L'édifice fut rebâti en 1483 par Louis de Bourbon, comte de Roussillon et Grand Amiral de France. En 1649, le château appartenait à Loys, bastard de Bourbon, fils de dame Jehanne de Bornand et de Charles, duc de Bourbon, qui avait épousé Jeanne de France, fille naturelle de Louis XI. Le château brûla le 17 octobre 1948, et son propriétaire Auguste Massip accusa Marie Besnard d'en être l'auteure. Laissé pendant des décennies à l'état de ruine, sans toits ni plafonds, amputé de ses cheminées, envahi de ronces, le château est racheté par Robert Mitrani en 1980 qui en fait une ruine propre, avant de le revendre en 1981 à Jacques Manseau qui entreprend la rénovation complète des bâtiments. 
Il est inscrit à l'inventaire supplémentaire des monuments historiques depuis 1949.

## Galerie

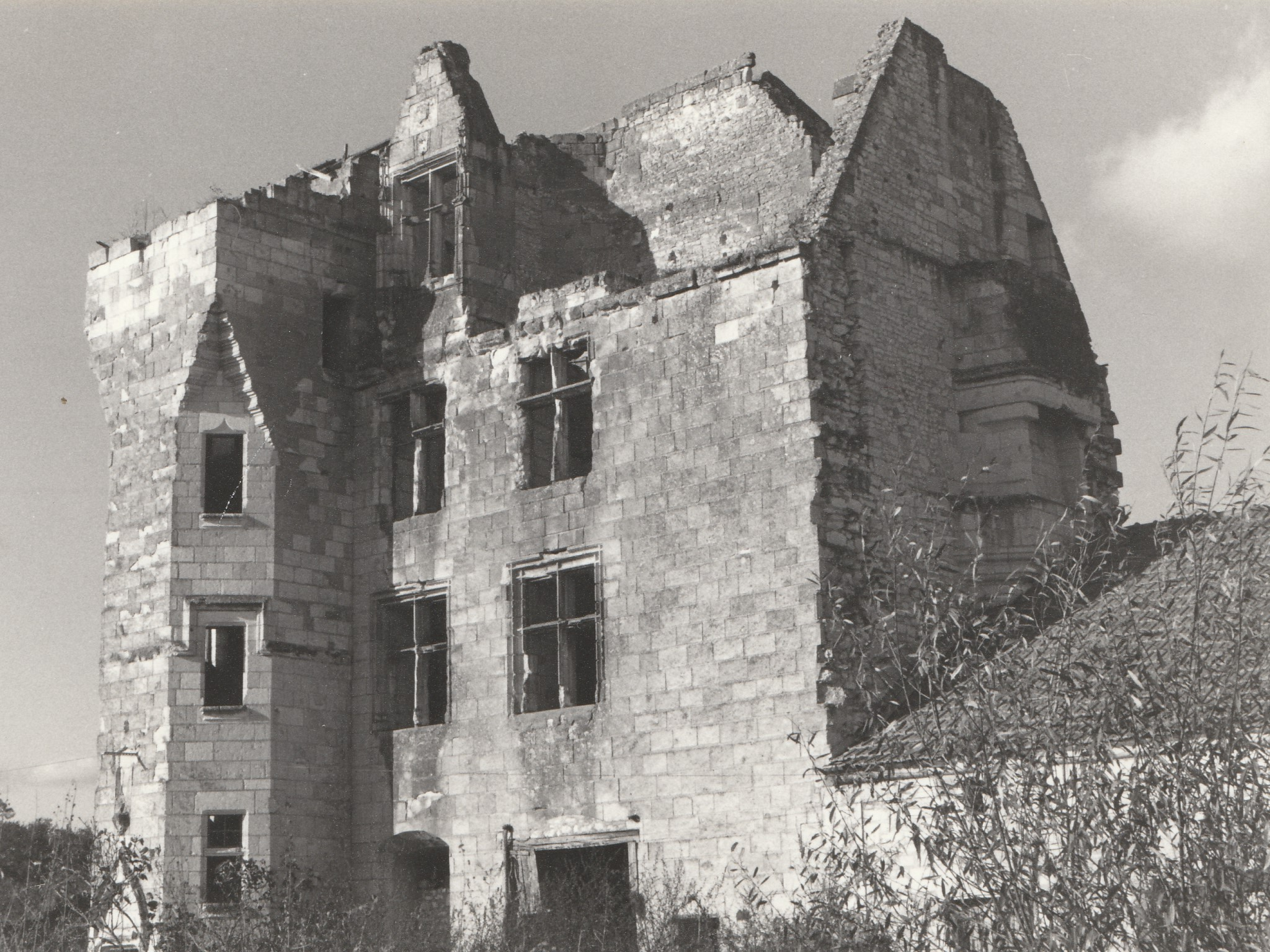
Ruine du château de Montpensier avant sa rénovation dans les années 1980
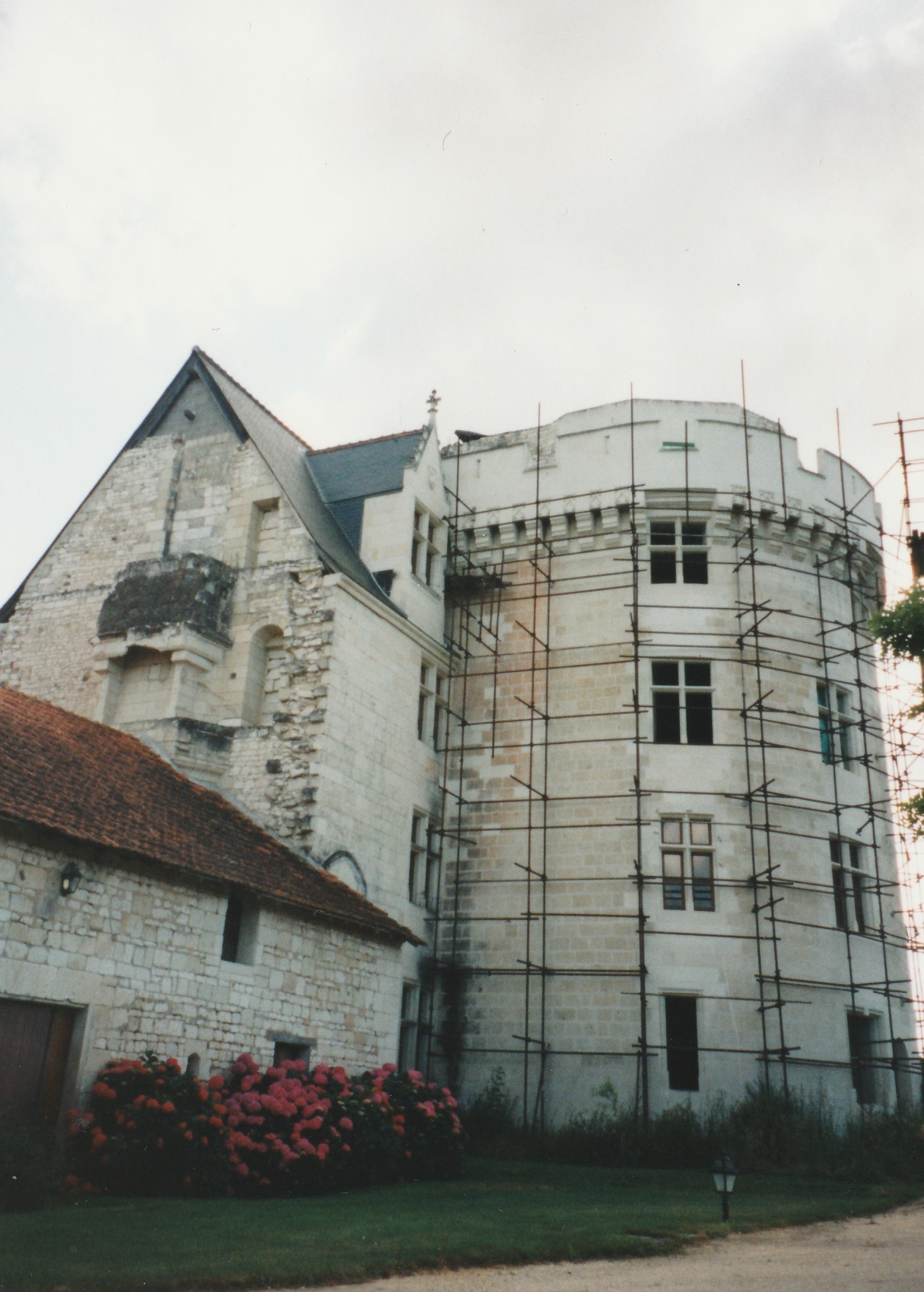
Rénovation de la tour semi-circulaire en 1998